# Adolf Klimek
Adolf Klimek (17. června 1895, Nemile – 22. března 1990, Rockville (Maryland)) byl český a československý politik Československé strany lidové (ČSL), její poválečný generální tajemník a poslanec Ústavodárného Národního shromáždění. Po roce 1948 žil v exilu.

## Biografie
Pocházel z početné, nábožensky založené dělnické rodiny. Otec Hynek byl soustružníkem a regionálním politickým katolickým aktivistou v Nemili. Adolf Klimek absolvoval gymnázium v Zábřehu a pak vystudoval Právnickou fakultu Univerzity Karlovy v Praze. Za první světové války bojoval jako důstojník rakousko-uherské armády, v roce 1919 se podílel na bojích s Maďary na Slovensku. V roce 1921 získal doktorát (JUDr.). Díky hudebnímu nadání se později angažoval i jako hudební pedagog. Působil na Podkarpatské Rusi a podílel se na budování tamní školské správy. V letech 1929–1940 byl přednostou oddělení ministerstva školství a národní osvěty se zodpovědností za legislativní a rozpočtové otázky. Politicky byl aktivní v lidové straně. Pracoval ve Svatováclavské lize a podílel se na organizování oslav svatováclavského milénia v roce 1929. V rámci českého zemského vedení ČSL měl blízko k Bohumilu Staškovi. Na přání kardinála Karla Kašpara se stal generálním tajemníkem Katolické akce, což byla platforma iniciovaná Vatikánem s cílem soustředit nepolitické katolické spolky a zapojit do těchto aktivit i laickou veřejnost.
Za druhé světové války byl aktivní v odboji a spolupracoval s organizací Obrana národa. Roku 1940 byl zatčen a v Berlíně jej odsoudili k trestu smrti, který byl později změněn na dvanáct let žaláře. Po návratu na svobodu v roce 1945 byl aktivní při obnově lidové strany. Stal se jejím generálním tajemníkem. V rámci strany patřil k centristickému křídlu okolo Jana Šrámka a v roce 1946 se podílel na eliminaci vlivu radikálně protikomunistických politiků. Stejně jako jeho bratr Julius Klimek se i Adolf Klimek stal poslancem československého parlamentu. V parlamentních volbách v roce 1946 byl zvolen poslancem Ústavodárného Národního shromáždění za ČSL. V parlamentu setrval do března 1948, kdy se vzdal mandátu a místo něj nastoupil Jaroslav Kratochvíl. Přispíval do deníku Lidová demokracie a byl aktivní při budování ženských křesťanských odborů. Předseda strany Jan Šrámek ho pověřil vedením tajných smírčích jednání s KSČ, ale bez většího výsledku.
Po komunistickém převratu v roce 1948 ho počátkem března akční výbor ČSL, kterou mezitím ovládli prokomunističtí politici, vyloučil ze strany. Odešel do emigrace, kde pokračoval v politické činnosti. Na podzim 1948 spoluzakládal v Paříži exilovou ČSL. Obhajoval předsedu Jana Šrámka a předúnorovou křesťansko-sociální orientaci lidovců. V roce 1949 se podílel na založení Rady svobodného Československa a byl dlouhodobě členem jejích výborů. V letech 1951-1952 byl generálním tajemníkem Národního výboru svobodného Československa. Publikoval v exilovém tisku.
Později emigroval do Spojených států amerických a žil v Chevy Chase ve státě Maryland. Zemřel ve věku 94 let v Rockville. Jeho synovcem byl český historik Antonín Klimek (1937–2005).